# کژچوویتسه
کژچوویتسه (به لهستانی:  Krzeczowice) یک روستا در لهستان است که در گمینا کانگچوگا واقع شده‌است.